# チチュウカイカメレオン
チチュウカイカメレオン (学名：Chamaeleo chamaeleon) は、有鱗目カメレオン科に分類されるカメレオンの1種。地中海盆地と紅海周辺に分布し、ヨーロッパに自然分布する唯一のカメレオンである。ヨーロピアンカメレオンとも呼ばれる。

## 分類と名称
以下の4亜種が知られる。和名は上原(2022)に従う。
- ミナミチチュウカイカメレオン C. c. chamaeleon (Linnaeus, 1758) – 基亜種
- ムーサチチュウカイカメレオン C. c. musae Steindacher, 1900
- コウカイカメレオン C. c. orientalis Parker 1938
- ヒガシチチュウカイカメレオン C. c. rectricrista Boettger, 1880

## 分布
ヨーロッパでは、ポルトガル南部、スペイン南部、イタリア南部、キプロス、ギリシャのクレタ島に自然分布する。他のギリシャの島、カナリア諸島、マルタでは移入された個体が生息する。マルタでは、 1880年頃にイエズス会の司祭がセントジュリアンの小さな個人庭園にチチュウカイカメレオンを持ち込んだと考えられている。それ以来島中に繁栄したようで、付近のゴゾ島からも報告されている。イタリア南部のプッリャ州とカラブリア州にも小さな個体群がいると報告されている。
北アフリカと中東では、モロッコ、アルジェリア、チュニジア、リビア、エジプト、イスラエル、パレスチナ、ヨルダン、西サハラ、サウジアラビア、イエメン、トルコ、レバノン、シリア、イラク、イランに生息する。ギリシャでは、現在サモス島でのみ確認されており、近年他の島々からは姿を消している。残存個体群を保護するためにサモス島での保護活動が行われている。

## 形態
全長は20 - 40 cmで、雌の方がかなり大きい。低く丸いクレストと、短いイヤーフラップが特徴。体色は黄色、茶色、緑、暗褐色まで様々である。体側面には2本の不明瞭な線が入ることもある。背面には小さな鱗があり、いくつかの硬い鱗もある。体色を変化させることができ、擬態のためでは無く、光や温度の刺激に反応して、または感情表現として体色を変える。捕獲されると暗い色に変わることが多い。彼らの体色変化は、特に交尾期には種内コミュニケーションにも重要である。

## 生態
長い舌を素早く伸ばして昆虫を捕らえる。舌の先端には獲物を掴むための吸盤が付いている。ふつうハエ目、カメムシ亜目、ハチ目、バッタ目、甲虫などを捕食する。成体は若いカメレオンの肉を食べることが知られており、果物を食べる行動も観察されている。大半のカメレオンと同様に樹上性で、左右に2 - 3本ずつの指で枝を掴み、木や茂みを登る。尾で木を掴んだりして、バランスと安定性を保つ。動きは通常緩慢で、捕食者に見つからないように軽く体を揺らすことが多い。縄張り争いになると、より素早く動くこともある。通常単独で行動し、縄張りを持ち、交尾期にのみ異性の個体を許容する。1年以内に性成熟し、雌は年に1回卵を産む。大きな雌はより多くの卵を産み、雄は雌を巡って争う。交尾期は7月中旬から9月中旬である。交尾相手を探すために低地の植物や地面に降りてくる。卵は土中に産み付けられ、孵化には10 - 12ヶ月かかる。成体、特に雄は出会った子供を食べる。

## 人との関わり
分布域のほとんどで一般的だが、都市開発や農地開拓による生息地の破壊、家畜による捕食、ペット取引のための違法な採取、ロードキルなどによって脅かされている地域もある。トルコでは山火事が脅威となっている。日本国内での流通量は少なく、飼育する場合は高湿度に弱いため注意する必要がある。

## ギャラリー

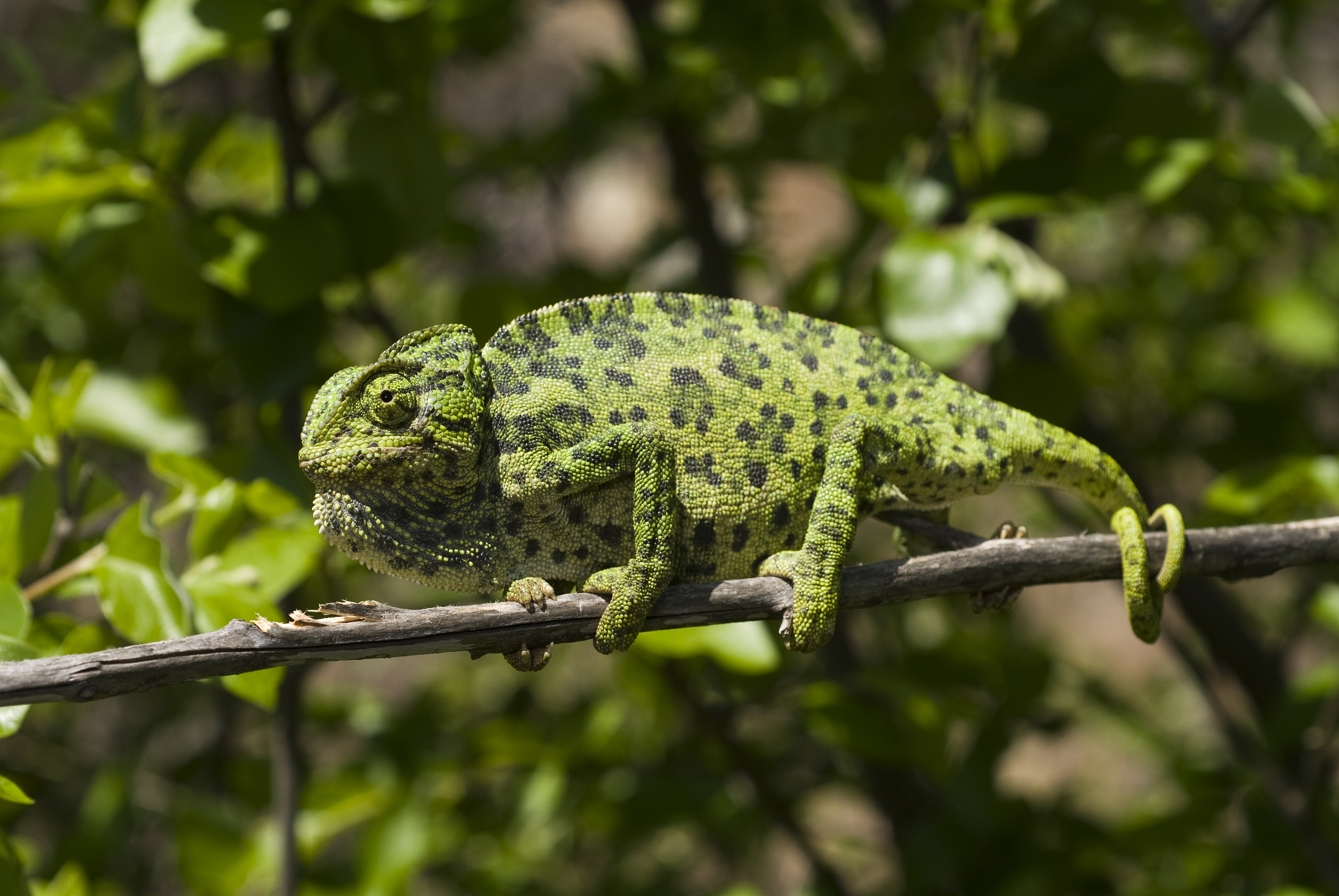
緑色の個体
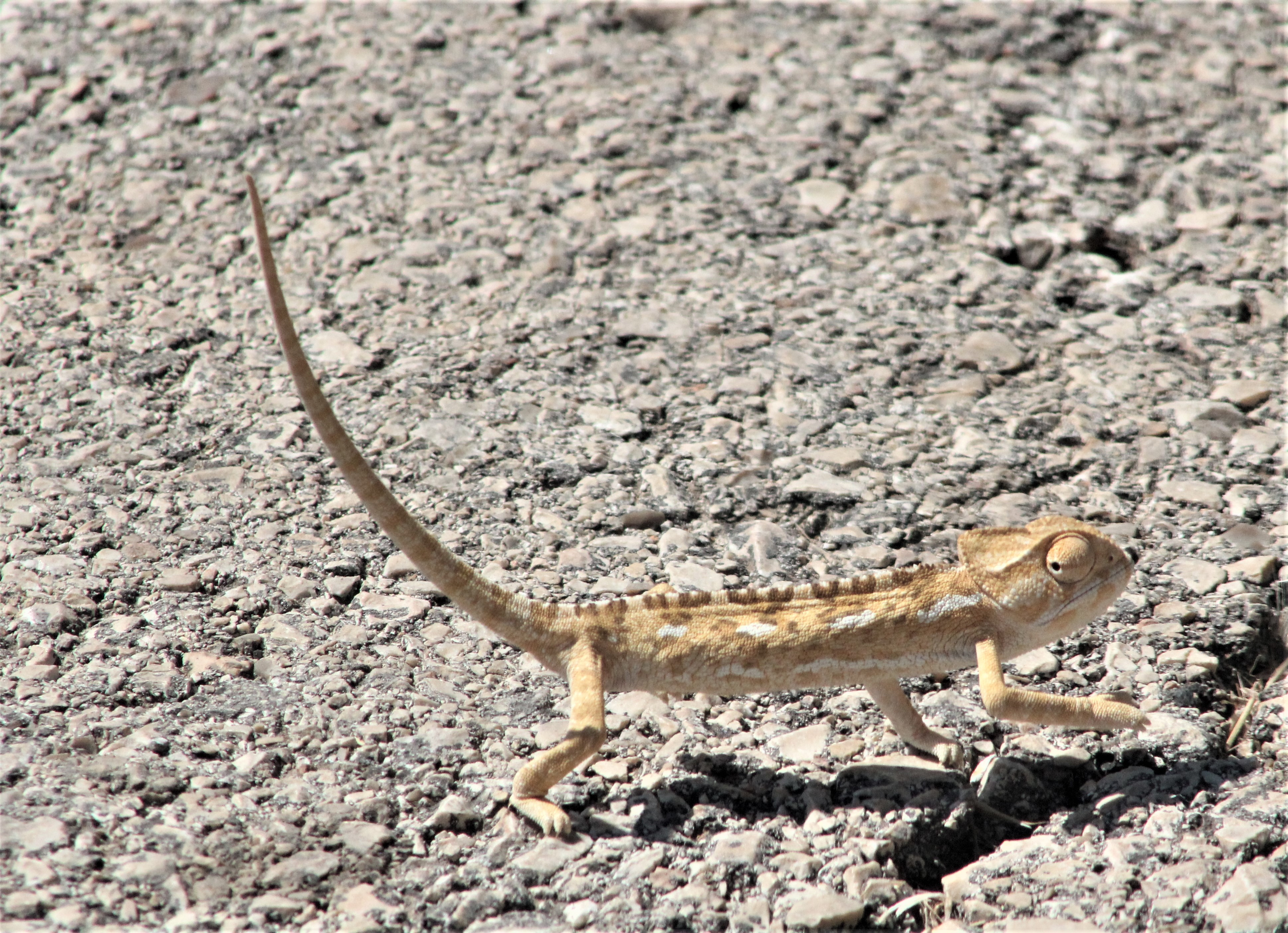
地面を歩く個体
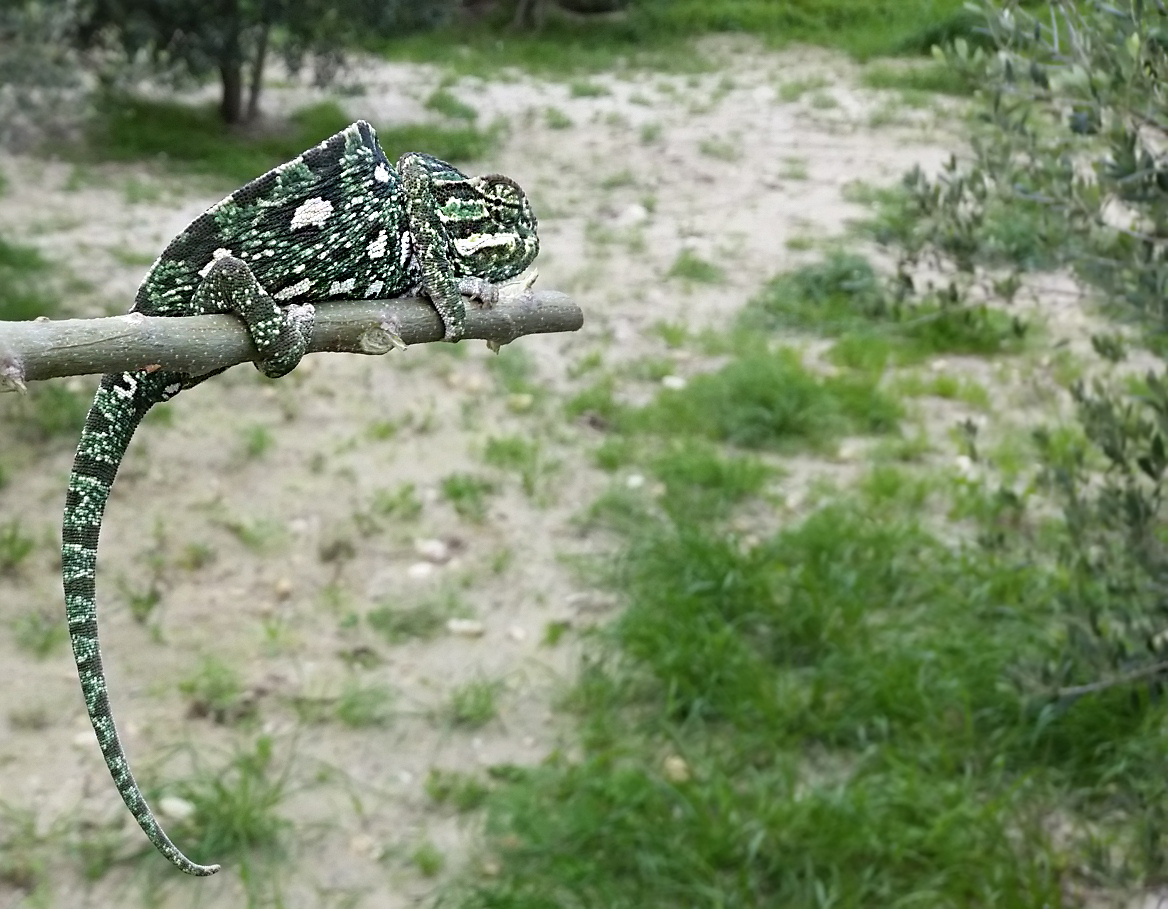
マルタの個体